# Piedmont (Oklahoma)
Piedmont – miasto w Stanach Zjednoczonych, w stanie Oklahoma, w hrabstwie Canadian.